# Ministerium für Schwermaschinen- und Anlagenbau

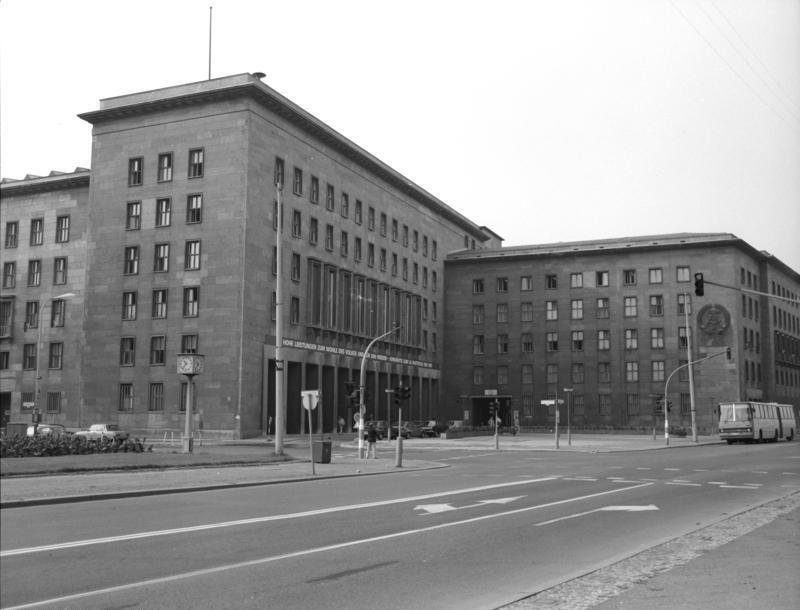
Sitz des Ministeriums im Haus der Ministerien in Ost-Berlin (1985)

Das Ministerium für Schwermaschinen- und Anlagenbau (MSAB) war ein Ministerium der DDR. Als Zentrales Organ des Ministerrats war das Ministerium ab 1965 für die Planung und Leitung des Bau von Schwermaschinen (u. a. Walzstraßen, Krane, Schiffe und Schienenfahrzeuge) und den Anlagenbau zuständig. 1990 gingen Teile des Ministeriums in das Ministerium für Maschinenbau und später in das Ministerium für Wirtschaft über, bevor diese mit dem Beitritt der DDR zur Bundesrepublik aufgelöst wurden.

## Geschichte
Vorläufer des Ministeriums für Schwermaschinen- und Anlagenbau war das Ministerium für Maschinenbau, das 1953 in drei Ministerien aufgeteilt wurde. Die drei neuen Ministerien waren für Allgemeinen Maschinenbau, Schwermaschinenbau und Fahrzeug- und Verarbeitungsmaschinenbau zuständig. Das Ministerium für Schwermaschinenbau der DDR, wurde von 1953 bis 1954 durch Minister Gerhart Ziller geleitet, dann von 1955 bis 1958 durch Erich Apel. Im März 1958 wurde das Ministerium für Schwermaschinenbau wie alle anderen Industrieministerien aufgelöst, und durch zentrale Strukturen innerhalb von Volkswirtschaftsrat und Plankommission ersetzt.
1965 beschloss das ZK der SED auf dem 11. Plenum, den Volkswirtschaftsrat der DDR aufzulösen, der bis dahin als eine Art „Gesamtindustrieministerium“ für die volkseigene Industrie fungierte. Durch übermäßige Zentralisierung wurde eine Aufgabe geschaffen, mit der diese Behörde überfordert war. Durch die erneute Bildung von acht Industrieministerien sollte die Arbeit der Planung, Anleitung und Kontrolle der Industrie (insbesondere der VVB) besser funktionieren. Zu diesen acht 1965 neugebildeten Industrieministerien gehörte auch das Ministerium für Schwermaschinen- und Anlagenbau.
Das Ministerium war wie die meisten Industrieministerien der DDR im Berliner Haus der Ministerien an der Ecke Leipziger Straße / Wilhelmstraße ansässig. Das Gebäude wurde 1935/36 für das Reichsluftfahrtministerium errichtet und wird seit 1999 vom Finanzministerium genutzt.
Zum 1. Januar 1990 wurde das Ministerium für Schwermaschinen- und Anlagenbau aufgelöst. Rechtsnachfolger wurde das neugebildete Ministerium für Maschinenbau, in dem auch die Ministerien für Maschinen- und Fahrzeugbau, Werkzeug- und Verarbeitungsmaschinenbau sowie Elektrotechnik und Elektronik aufgingen.

## Minister und Staatssekretäre
Minister
- Gerhard Zimmermann (1927–1989), Minister von 1965 bis 1981
- Rolf Kersten (1935–1986), ab 1980 amtierender Minister, dann von 1981 bis zu seinem Tod 1986 Minister
- Hans-Joachim Lauck (* 1937), Minister von 1986 bis November 1989

Stellvertreter
- Rolf Kersten (1935–1986), ab 1975 stellvertretender Minister, von 1979 bis 1980 Staatssekretär

## Unterstellte Betriebe
Folgende volkseigene Betriebe (VEB, VVB bzw. Kombinate) waren dem Ministerium für Schwermaschinen- und Anlagenbau direkt unterstellt:
| Unterstellte Betriebe (1975)                       | Unterstellte Betriebe (1981)                               | Sitz        | Beschäftigte (1981) | Anmerkungen                                               |
| -------------------------------------------------- | ---------------------------------------------------------- | ----------- | ------------------- | --------------------------------------------------------- |
| VVB Kraftwerksanlagenbau                           | VEB Kombinat Kraftwerksanlagenbau                          | Berlin      | 41.000              | Später dem Ministerium für Kohle und Energie unterstellt. |
| VVB Getriebe und Kupplungen                        | VEB Kombinat Getriebe und Kupplungen                       | Magdeburg   | 10.000              |                                                           |
| VVB Tagebauausrüstungen, Krane und Förderanlagen   | VEB Schwermaschinenbaukombinat TAKRAF                      | Leipzig     | 45.000              |                                                           |
| VVB Schiffbau                                      | VEB Kombinat Schiffbau                                     | Rostock     | 55.000              |                                                           |
| VVB Schienenfahrzeuge                              | VEB Kombinat Schienenfahrzeugbau                           | Berlin      | 23.000              |                                                           |
| VVB Bau-, Baustoff und Keramikmaschinen            | VEB Kombinat Baukema                                       | Leipzig     | 8.000               |                                                           |
| VVB Gießereien                                     | VEB Kombinat Gießereianlagenbau und Gußerzeugnisse (GISAG) | Leipzig     | 30.000              | 1987 in das Kombinat Baukema eingegliedert.               |
| VEB Schwermaschinenbau-Kombinat „Ernst Thälmann“   | VEB Schwermaschinenbau-Kombinat „Ernst Thälmann“ (SKET)    | Magdeburg   | 28.000              |                                                           |
| VEB Schwermaschinenbau „Karl Liebknecht“ Magdeburg | VEB Schwermaschinenbaukombinat „Karl Liebknecht“           | Magdeburg   | 15.000              |                                                           |
| VEB Kombinat Pumpen und Verdichter                 | VEB Kombinat Pumpen und Verdichter                         | Halle/Saale | 10.000              |                                                           |
| VEB Magdeburger Armaturenwerke „Karl Marx“         | VEB Magdeburger Armaturenwerke „Karl Marx“                 | Magdeburg   | 6.700               |                                                           |
| VEB Kombinat ORSTA-Hydraulik                       | VEB Kombinat ORSTA-Hydraulik                               | Leipzig     | 15.500              |                                                           |
| VEB Kombinat Luft- und Kältetechnik                | VEB Kombinat Luft- und Kältetechnik (ILKA)                 | Dresden     | 22.000              |                                                           |

Mit Stand 1983 unterstanden dem Ministerium 13 Industriekombinate mit insgesamt 227 Betrieben. Die Warenproduktion in den direkt unterstellten Betrieben betrug 1976 etwa 15,8 Milliarden DDR-Mark, knapp 7 % der gesamten industriellen Warenproduktion in der DDR. 1975 wurde der VEB Industrieanlagen-Export als direkt unterstellter Handelsbetrieb aufgeführt. Mit anderer Datenbasis (meist Stichtag 30. Juni 1990) sind diese Betriebe auch in der Liste von Kombinaten der DDR enthalten.
Neben den Kombinaten waren dem Ministerium folgende Einrichtungen für Forschung, Lehre und Ausbildung direkt unterstellt:
- Forschungszentrum des Schwermaschinen- und Anlagenbaus (1975[3])